# Gare de Takarazuka
La gare de Takarazuka (宝塚駅, Takarazuka-eki) est une gare ferroviaire située dans la ville de Takarazuka, dans la préfecture de Hyōgo au Japon. La gare est exploitée par les compagnies JR West et Hankyu, sur les lignes Fukuchiyama/JR Takarazuka, Hankyu Imazu et Hankyu Takarazuka. L’utilisation de la carte ICOCA est valable dans cette gare.

## Situation ferroviaire
La gare de Takarazuka est située au point kilométrique (PK) 17,8 de la ligne Fukuchiyama. Elle marque la fin des lignes Hankyu Imazu et Takarazuka.

## Histoire
La gare JR ouvre le 27 décembre 1897. La gare Hankyu ouvre le 10 mars 1910.

## Service des voyageurs

### Accueil

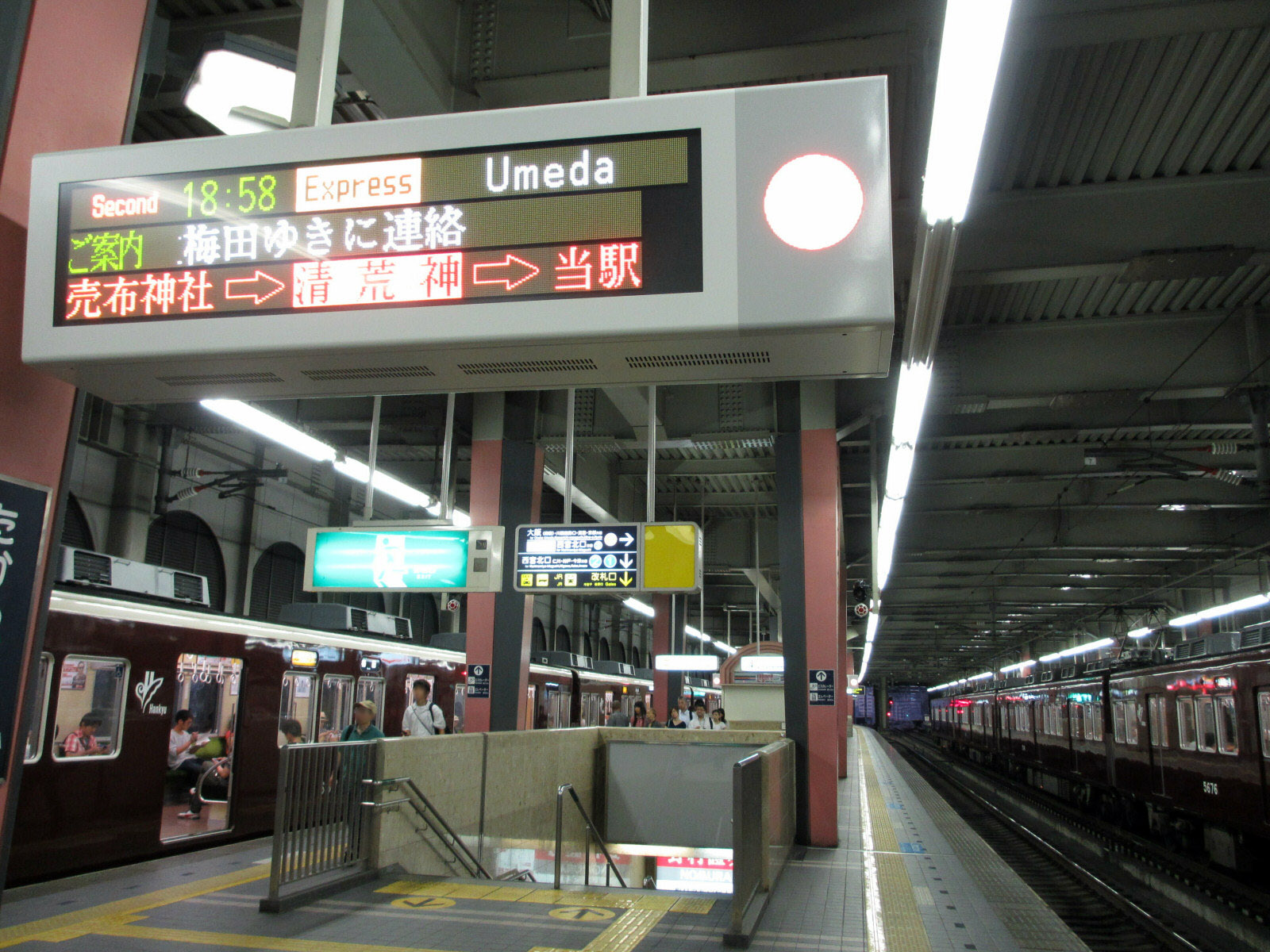
Vue des quais Hankyu

La gare de Takarazuka est une gare disposant de deux quais et de trois voies pour la partie JR West, et de deux quais et quatre voies pour la partie Hankyu.

| N° de voie | Ligne           | Direction                           |
| --- | --------------- | ----------------------------------- |
| 1 | ▆ JR Takarazuka | Sanda / Sasayamaguchi               |
| 2・3 | ▆ JR Takarazuka | Amagasaki / Osaka                   |
| Quai de la Hankyu                                                                                               |                 |                                     |
| Début de service-10 h / 17 h-Fin de service Week-end et jour férié (Début de service-9 h / 19 h-Fin de service) |                 |                                     |
| 1・2 | ▆ Imazu         | Nishinomiya-Kitaguchi / Osaka-Umeda |
| 3・4 | ▆ Takarazuka    | Kawanishi-noseguchi / Osaka-Umeda   |
| 10 h-17 h Week-end et jour férié (9 h-19 h)                                                                     |                 |                                     |
| 1・2 | Non utilisé     | Non utilisé                         |
| 3 | ▆ Imazu         | Nishinomiya-Kitaguchi               |
| 4 | ▆ Takarazuka    | Kawanishi-noseguchi / Osaka-Umeda   |

### Desserte
| JR West               |                                            |                                            |                                            |                              |
| Direction Fukuchiyama | Ligne de Fukuchiyama (Ligne JR Takarazuka) | Ligne de Fukuchiyama (Ligne JR Takarazuka) | Ligne de Fukuchiyama (Ligne JR Takarazuka) | Direction Amagasaki          |
| Nishinomiya-Najio     |                                            | Tambaji Rapid Service 丹波路快速           |                                            | Nakayamadera                 |
| Nishinomiya-Najio     |                                            | Rapid Service 快速                         |                                            | Nakayamadera                 |
| Namaze                |                                            | Local 普通                                 |                                            | Nakayamadera                 |
| Hankyu                |                                            |                                            |                                            |                              |
| Direction Takarazuka  | Ligne Takarazuka                           | Ligne Takarazuka                           | Ligne Takarazuka                           | Direction Umeda              |
| Terminus HK-56        |                                            | Express 急行                               |                                            | Kiyoshikōjin HK-55           |
| Terminus HK-56        |                                            | Semi-Express 準急                          |                                            | Kiyoshikōjin HK-55           |
| Terminus HK-56        |                                            | Local 普通                                 |                                            | Kiyoshikōjin HK-28           |
| Direction Takarazuka  | Ligne Imazu                                | Ligne Imazu                                | Ligne Imazu                                | Direction Imazu              |
| Terminus HK-56        |                                            | Semi-Express 準急                          |                                            | Takarazuka-minamiguchi HK-28 |
| Terminus HK-56        |                                            | Local 普通                                 |                                            | Takarazuka-minamiguchi HK-28 |

- Le Limited Express Kōnotori s'arrête à cette gare.

| Limited Express |  |          |  |                   |
| Amagasaki       |  | Kōnotori |  | Nishinomiya-Najio |